# Chlorotherion consimilis
Chlorotherion consimilis is een keversoort uit de familie boktorren (Cerambycidae). De wetenschappelijke naam van de soort is voor het eerst geldig gepubliceerd in 1962 door Zajciw.